# Lauromacromia dubitalis
Lauromacromia dubitalis – gatunek ważki z rodziny Synthemistidae. Występuje w Amazonii; stwierdzony w północnej Brazylii, Gujanie Francuskiej i południowej Wenezueli.